# Bryobia yunnanensis
Bryobia yunnanensis är en spindeldjursart som beskrevs av Ma och Yuan 1981. Bryobia yunnanensis ingår i släktet Bryobia och familjen Tetranychidae. Inga underarter finns listade.